# Lauenhain (Ludwigsstadt)
Lauenhain ist ein Gemeindeteil der Stadt Ludwigsstadt im oberfränkischen Landkreis Kronach in Bayern.

## Geographie
Das Kirchdorf liegt im Naturpark Frankenwald in einer Talsenke nördlich des Rennsteigs. Dort entspringt der Dorfbach, ein rechter Zufluss des Haßbaches. Die Frankenwaldstraße (Kreisstraße KC 25) führt durch den Ort zur Bundesstraße 85 bei der Leinenmühle (1,6 km nördlich) südlich von Ludwigsstadt bzw. über einen Kreisverkehr der Staatsstraße 2209 bei Ziegelhütte nach Reichenbach (4 km südlich).
Nordöstlich von Lauenhain lag auf der Gemeindegemarkung die Bahnstrecke Ludwigsstadt–Lehesten, die 1885 errichtet und 1951 abgebaut wurde.

## Geschichte
Lauenhain wurde als Anger- und Waldhufendorf angelegt. Die Erstnennung war 1414 in einer Erbteilungsurkunde der Grafen von Orlamünde. Der Ort gehörte zur Herrschaft Lauenstein. 1622 verkaufte die Familie Thüna Burg und Herrschaft Lauenstein an Markgraf Christian von Brandenburg-Bayreuth.
Gegen Ende des 18. Jahrhunderts gab es in Lauenhain 34 Anwesen (zwölf Güter, vier halbe Güter, drei Hintersättel, ein Gütlein, drei halbe Gütlein, ein Tropfhaus, neun Häuser, ein Einödgehöft mit Ziegel- und Kalkhütte). Das Hochgericht übte das bayreuthische Amt Lauenstein aus. Die Dorf- und Gemeindeherrschaft sowie die Grundherrschaft über alle Anwesen hatte das Kastenamt Lauenstein. Daneben gab es  ein Forsthaus, eine Kirche, einen Pfarrhof, ein Schulhaus, ein Gemeindehirtenhaus und ein Gemeindebräuhaus.
1792 fiel die Markgrafschaft Bayreuth mit dem Amt Lauenstein und Lauenhain an das Königreich Preußen, bevor es durch einen Grenz- und Landestauschvertrag vom 30. Juni 1803 in den Besitz des Kurfürstentums Bayern, später Königreich Bayern, überging. Von 1797 bis 1808 unterstand Lauenhain dem Justiz- und Kammeramt Lauenstein. Mit dem Ersten Gemeindeedikt wurde der Ort dem 1808 gebildeten Steuerdistrikt Ludwigsstadt zugewiesen. Mit dem Zweiten Gemeindeedikt (1818) entstand die Ruralgemeinde Lauenhain, zu der Ziegelhütte gehörte. Sie war in Verwaltung und Gerichtsbarkeit dem Landgericht Lauenstein (1837 in Landgericht Ludwigsstadt umbenannt) und in der Finanzverwaltung dem Rentamt Lauenstein zugeordnet. 1815 wurde Lauenhain dem Rentamt Rothenkirchen überwiesen (1919 in Finanzamt Rothenkirchen umbenannt). Von 1862 bis 1880 und von 1888 bis 1931 gehörte Lauenhain zum Bezirksamt Teuschnitz, von 1880 bis 1888 und ab 1931 zum Bezirksamt Kronach (ab 1939 Landkreis Kronach). Die Gerichtsbarkeit blieb beim Landgericht Ludwigsstadt (1879 in das Amtsgericht Ludwigsstadt umgewandelt, das 1956 zu einer Zweigstelle des Amtsgerichts Kronach wurde). Die Finanzverwaltung wurde 1929 vom Finanzamt Kronach übernommen. Die Gemeinde hatte 1885 eine Fläche von 10,107 km², die im Jahr 1900 noch 8,138 km² betrug.
1865 wurde auf dem Gemeindegebiet mit dem Schieferbruch begonnen. Bis 1888 gab es dort eine Einöde, die Carlsbruch bzw. Schieferbruch genannt wurde. Mit der Inbetriebnahme Frankenwaldbahn im Jahr 1885 wurde der Gemeindeteil Steinbach am Wald Bahnhof gegründet. Die Bahnstation Steinbach am Wald, etwa drei Kilometer von Lauenhain entfernt, lag auf Lauenhainer Gemarkung. 1951 wurde Bahnhof Steinbach am Wald nach Steinbach am Wald umgegliedert. Dadurch verringerte sich die Gemeindefläche auf 6,733 km².
Nach dem Zweiten Weltkrieg prägte bis 1989 die Lage an der innerdeutschen Grenze den Ort, der land- und forstwirtschaftlich bestimmt war. Im Gemeindeteil Ziegelhütte befand sich eine der wenigen Ziegelhütten im Schiefergebirge. 1971 wurde die Volksschule aufgelöst und als Ersatz die Volksschule in Ludwigsstadt errichtet.

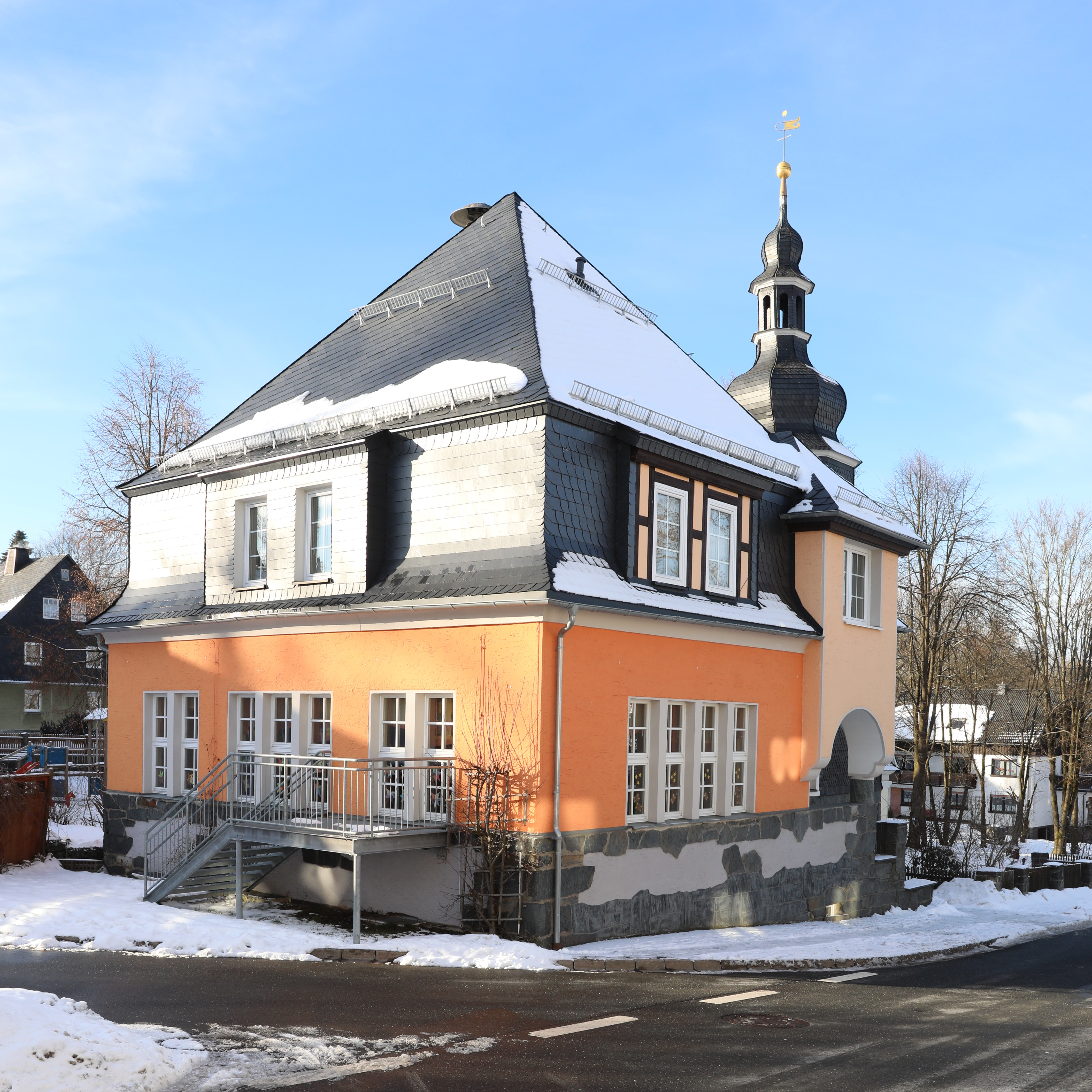
Ehemaliges Schulhaus

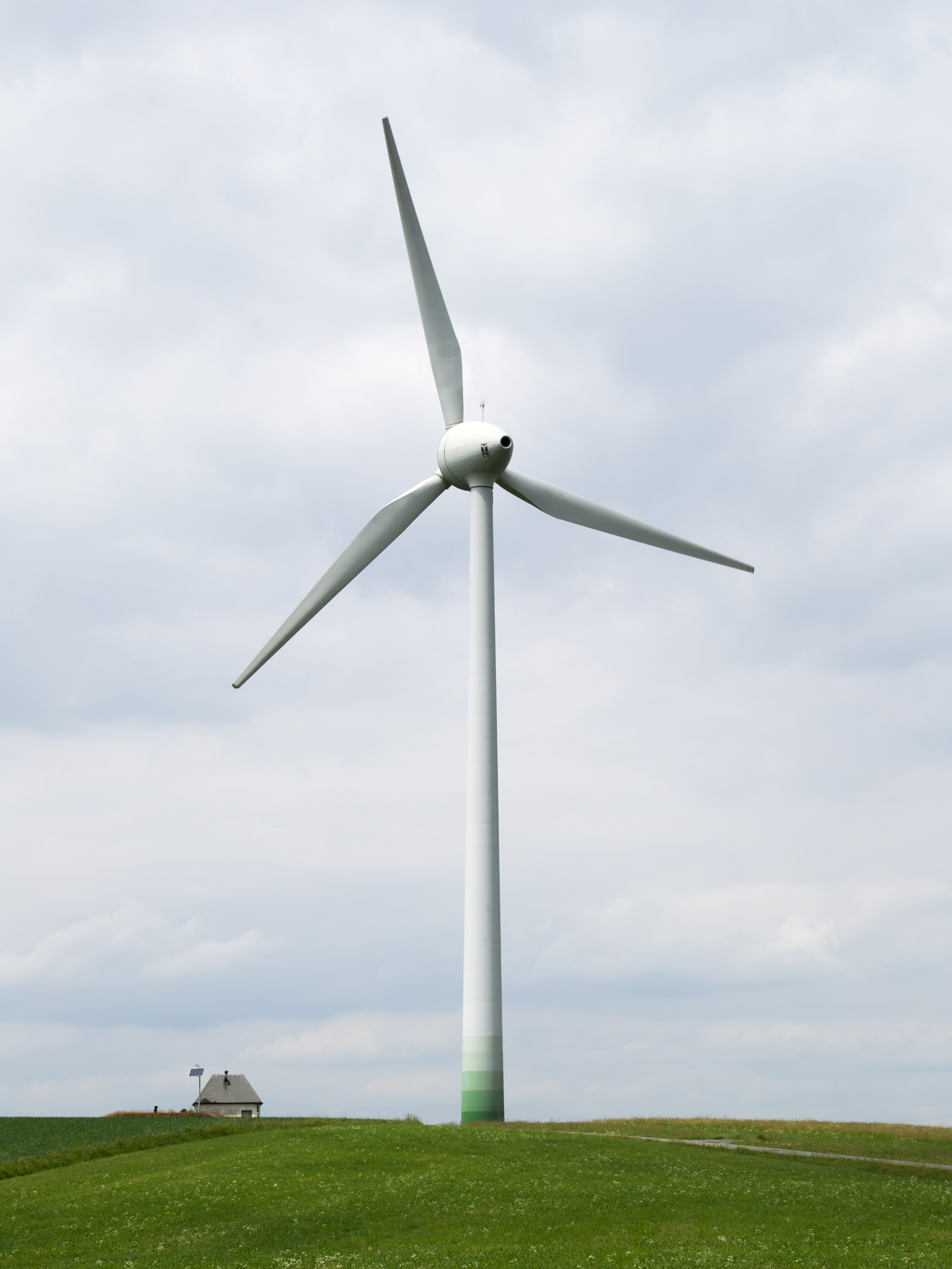
Windkraftanlage bei Lauenhain

Am 1. Januar 1978 folgte die Eingemeindung Lauenhains nach Ludwigsstadt. 1997 wurde die Windkraftanlage Lauenhain mit einem Windrad von 68 Metern Nabenhöhe und einem Rotordurchmesser von 66 Metern errichtet. Von 2020 bis 2023 wurde im Rahmen eines einfachen Dorferneuerungsverfahrens als neuer Ortsmittelpunkt ein Dorfgemeinschaftshaus mit einem Gruppenraum mit 60 Plätzen, Toiletten und einer Küche errichtet. Zusätzlich erfolgte eine Umfeldgestaltung mit einer gestalterischen Aufwertung des Gerinnewegs im Bereich des Dorfteiches. Dazu wurde das Anwesen Frankenwaldstraße 39 abgebrochen. Die Gesamtmaßnahme mit 1,72 Millionen Euro Kosten, ursprünglich waren 1,18 Millionen, geschätzt, förderte der Freistaat Bayern mit 90 %.

### Baudenkmäler
- Evangelisch-lutherische Filialkirche St. Franziskus. Die Saalkirche steht am unteren Dorfende als Dorfmittelpunkt. Sie ist im Kern spätmittelalterlich. Das Mansardwalmdach wurde 1737/1739 errichtet. Der Turm, in dem zwei Bronzeglocken hängen, hat eine verschieferte welsche Haube. Das Taufbecken stammt aus dem Jahr 1686. In der Kirche befindet sich eine Steinmeyer-Orgel, die 1903 aufgestellt wurde, mit einem Prospekt von 1782.[16]
- Ehemaliges Forsthaus,
- Loquitzviadukt,
- Dreiwappenstein am Kießlich und zwei weitere Grenzsteine

### Einwohnerentwicklung

#### Gemeinde Lauenhain
| Jahr | Einwohner | Häuser | Quelle |
| ---- | --------- | ------ | ------ |
| 1840 | 267       |        | [ 18 ] |
| 1852 | 285       |        | [ 18 ] |
| 1855 | 295       |        | [ 18 ] |
| 1861 | 311       |        | [ 19 ] |
| 1867 | 348       |        | [ 20 ] |
| 1871 | 345       | 64     | [ 21 ] |
| 1875 | 334       |        | [ 22 ] |
| 1880 | 349       |        | [ 23 ] |
| 1885 | 372       | 67     | [ 7 ]  |
| 1890 | 384       | 73     | [ 24 ] |
| 1895 | 413       |        | [ 18 ] |
| 1900 | 429       | 71     | [ 8 ]  |

| Jahr | Einwohner | Häuser | Quelle |
| ---- | --------- | ------ | ------ |
| 1905 | 424       |        | [ 18 ] |
| 1910 | 408       |        | [ 25 ] |
| 1919 | 482       |        | [ 18 ] |
| 1925 | 446       | 79     | [ 26 ] |
| 1933 | 540       |        | [ 27 ] |
| 1939 | 420       |        | [ 27 ] |
| 1946 | 466       |        | [ 27 ] |
| 1950 | 480       | 64     | [ 28 ] |
| 1952 | 435       |        | [ 27 ] |
| 1961 | 334       | 66     | [ 11 ] |
| 1970 | 275       |        | [ 29 ] |

#### Ort Lauenhain
| Jahr      | 001787 | 001801 | 001818 | 001861 | 001871 | 001885 | 001900 | 001925 | 001950 | 001961 | 001970 | 001987 |
| Einwohner | 180    | 190    | 199    | 307    | 328    | 349    | 368    | 361    | 462    | 324    | 264    | 228    |
| Häuser    | 33     | 35     | 36     |        |        | 62     | 65     | 70     | 62     | 64     |        | 67     |
| Quelle    | [ 4 ]  | [ 30 ] | [ 6 ]  | [ 19 ] | [ 21 ] | [ 7 ]  | [ 8 ]  | [ 26 ] | [ 28 ] | [ 11 ] | [ 29 ] | [ 31 ] |

## Religion
Die Kirchengemeinde St. Franziskus in Lauenhain gehörte ursprünglich zur Pfarrei Ludwigsstadt. Mit der Reformation wurde diese samt ihren Filialen evangelisch. 1871 waren nur 3 % der Bevölkerung katholisch, 1925 waren es wegen der Mitarbeiter der Königlich Bayerischen Staatseisenbahnen 13 %. Sie wurden zunächst von St. Nikolaus in Windheim betreut. 1953 wurde St. Franziskus nach Steinbach am Wald umgepfarrt. Seit den 1960er Jahren ist Heilig Geist in Ludwigsstadt für die Katholiken zuständig.